# Nemzeti Sport
Nemzeti Sport (венг. «Национальный спорт», произносится как «немзети шпорт») — ежедневная спортивная газета в Венгрии.

## История и описание
«Немзети шпорт» была основана в 1903 году. С 2014 года газетой владеет венгерская компания «Mediaworks Kiadó». Газету часто цитируют авторитетные спортивные англоязычные СМИ. Газета выходит в broadsheet-формате, самом большом из газетных форматов. Тираж газеты — 45 000 экземпляров.

## Главные редакторы
- 1903—1907 Надь Бела
- 1907—1912 Фридрих Нандор
- 1919—1944 Вадаш Дьюла
- 1945— Барч Шандор, Галловиц Тибор, Хидаш Ференц и Шолти Лайош
- 2008— Бузго Йожеф